# Škoda 130 RS
La Škoda 130 RS est le modèle du constructeur tchèque Škoda ayant obtenu le plus de succès en rallye automobile, avant son rachat par Volkswagen en 1991.

## Histoire
Elle est le fruit de la recherche d'un groupe d'ingénieurs de l'usine de Mladá Boleslav, ville située à 50 kilomètres de Prague en Bohème, et siège fondateur du constructeur.
Produite à près de 200 exemplaires entre 1975 et 1980 en remplacement de la 120 S de 120CV, la voiture dérive directement du coupé 110 R 1.1L de 1970 (coupé dont les deux premiers exemplaires sont offerts à Leonid Brejnev en personne), Škoda s'inspirant des déclinaisons routières sportives dévoilées en 1974 de ce dernier -180 RS (1.8L et 154 ch) et 200 RS (2L et 163 ch pour 210 km/h)-, après les premiers succès de la marque au début des années 1970 sur 110 Rallye puis 120 S; afin de satisfaire aux exigences de la FIA la 4 cylindrée de la RS est portée à 1.3L, pour une puissance de 140CV à 8 500 tr/min et une vitesse maximale de 220 km/h. Le poids de la voiture est de 720 kg, et la transmission avec boîte à 4 rapports arrière et un moteur en porte-à-faux.
Sa succession, immédiate, est assurée jusqu'en 1988 par la Skoda 130 LR de 129CV, homologuée FIA en janvier 1985 et elle-même dérivée de la 130 L.
La 130 RS se sera maintenue dans divers rallyes européens de 1975 (homologuée le 1er mai) à 1984.
En 1981 elle investit même les courses européennes de Touring avec brio, sa petite cylindrée l'emportant sur la puissance des BMW 635 CSi officielles, grâce à plusieurs doublés victorieux dans sa catégorie de classe (Div.1) et à sa régularité. Ce succès est le seul en sports mécaniques internationalement acquis par une marque de l'ex-Europe de l'Est (ici en ETCC).

## Titres
- Championnat d'Europe des voitures de tourisme (ETCC): 1981 (avec Enge, Šenkýř, Vojtěch, Bervid, Fešárek, Sivík... des teams ÚAMK ČSSR Praha, AMK Stavby silnic a zeleznic (SSZ) Praha, Skoda (GB) Ltd., Barum, et Bohemian Crystal);
- Coupe de la Paix et de l'Amitié (6 - record): 1977, 1978, 1979, 1980, 1981 et 1983 (dont Václav Blahna 1977 et 1980, ainsi que Svatopluk Kvaizar 1983, qui récidivera en 1985 sur la version LR);
- Championnat de République tchèque des rallyes: 1985 (1re édition, avec Svatopluk Kvaizar);

## Victoires notables

### WRC
- Rallye Monte-Carlo: victoire du groupe 2 en 1977 (plus classe 1.3L.), et 12e au général (Václav Blahna, 15e Miloslav Zapadlo, 2e du Gr.2);
- Rallye de l'Acropole: victoire de classe 1 en 1978 (Miloslav Zapadlo), puis 1979 et 1981 (Václav Blahna, 8e à deux reprises);
- Rallye de Grande-Bretagne: victoire de classe 1/2 en 1978 (Svatopluk Kvaizar, 20e);

### Autres
- Rallye de Tchécoslovaquie (6 - record): 1976, 1977, 1978, 1979, 1980 et 1982 (dont John Haugland -un concessionnaire norvégien de la marque, devenu patron d'une école de rallye et instructeur entre autres de Petter Solberg- en 1976, 1979 et 1980, Václav Blahna en 1977, et Ladislav Křeček en 1983);
- Rallye de Yougoslavie (4): 1976, 1977, 1978 et 1979 (dont Svatopluk Kvaizar 1976 et 1978, Miloslav Zapadlo 1977, ainsi que Václav Blahna 1979);
- Rallye du Danube: 1979 (Václav Blahna);
- Rallye Mecsek: 1982 et 1983 (Václav Pech sr.);
- Rallye Škoda: 1976 (Blahna), 1977 (Haugland), 1978 (Jiří Šedivý), 1979 et 1980 (Haugland);
- Rallye Košice: 1976 (Blahna), 1977 (Zapadlo), 1978 (Václav Pech sr.) et 1979 (Kvaizar);
- Rallye Šumava: 1977 (Kvaizar);
- Rallye Sigma: 1980 (Kvaizar);
- Rallye Krumlov: 1981 (Křeček);
- Rallye Zima (Russie): 1982 (Kvaizar);
- Rallye Barum: 1983 (Křeček).

## Galerie photos

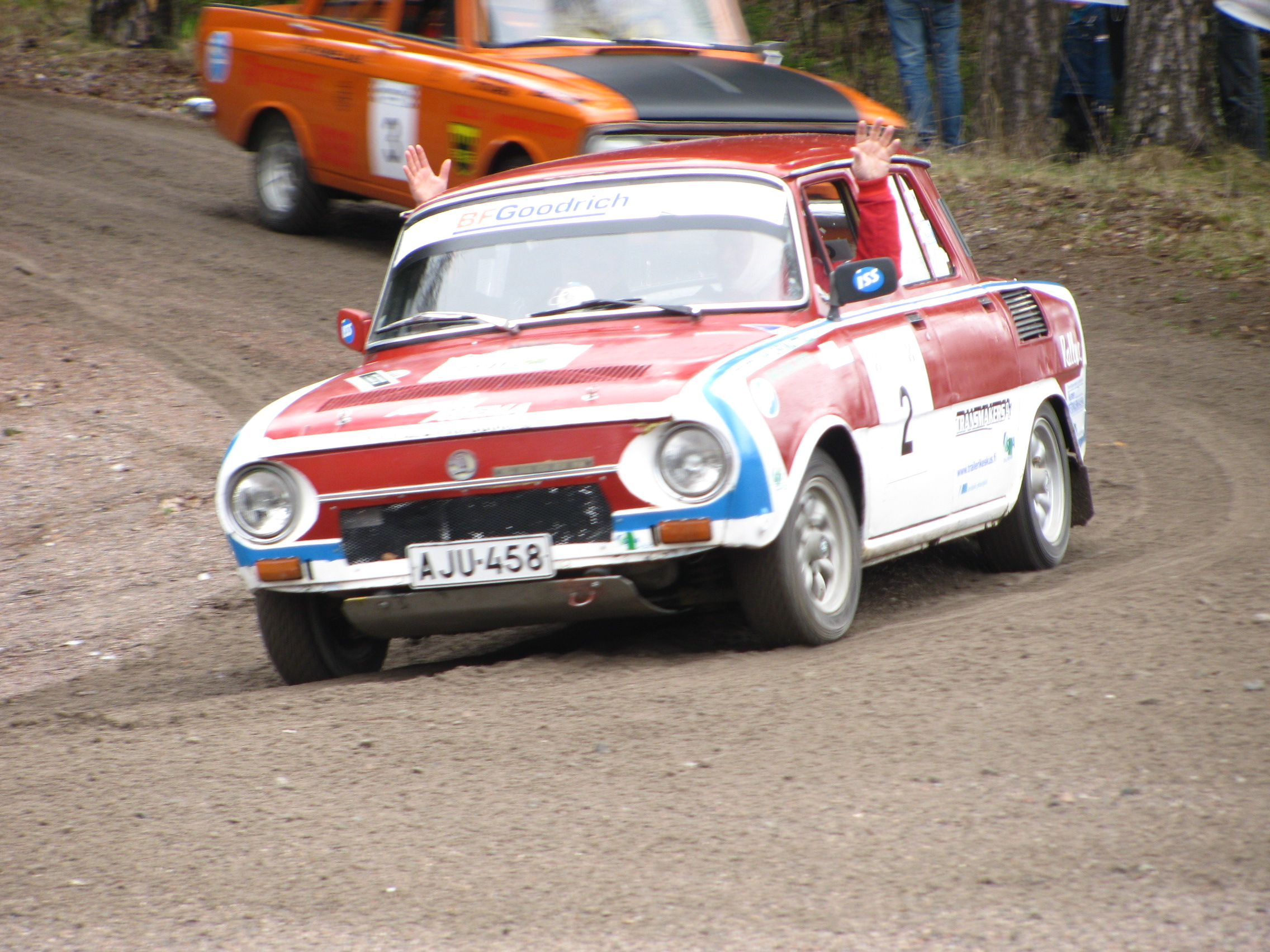
Škoda 120 S.
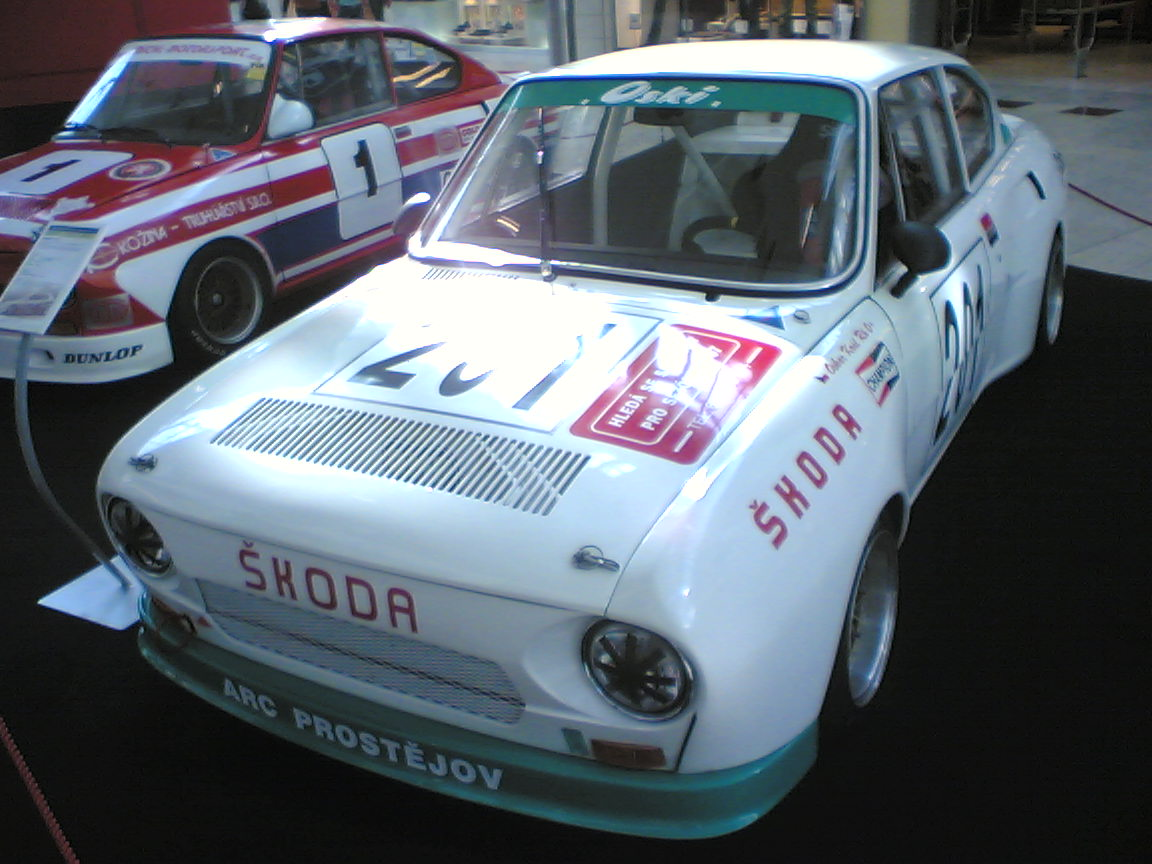
Škoda 130 RS, de face...
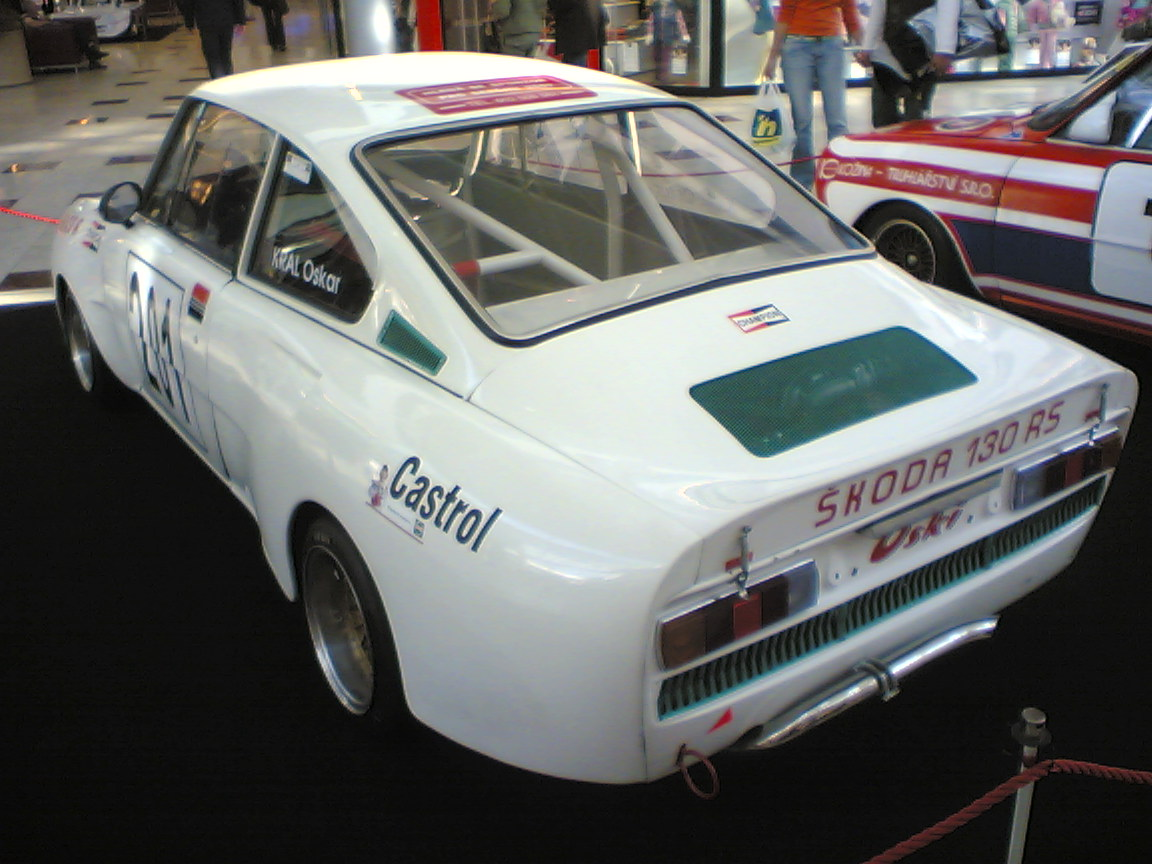
...la même vue de l'arrière.
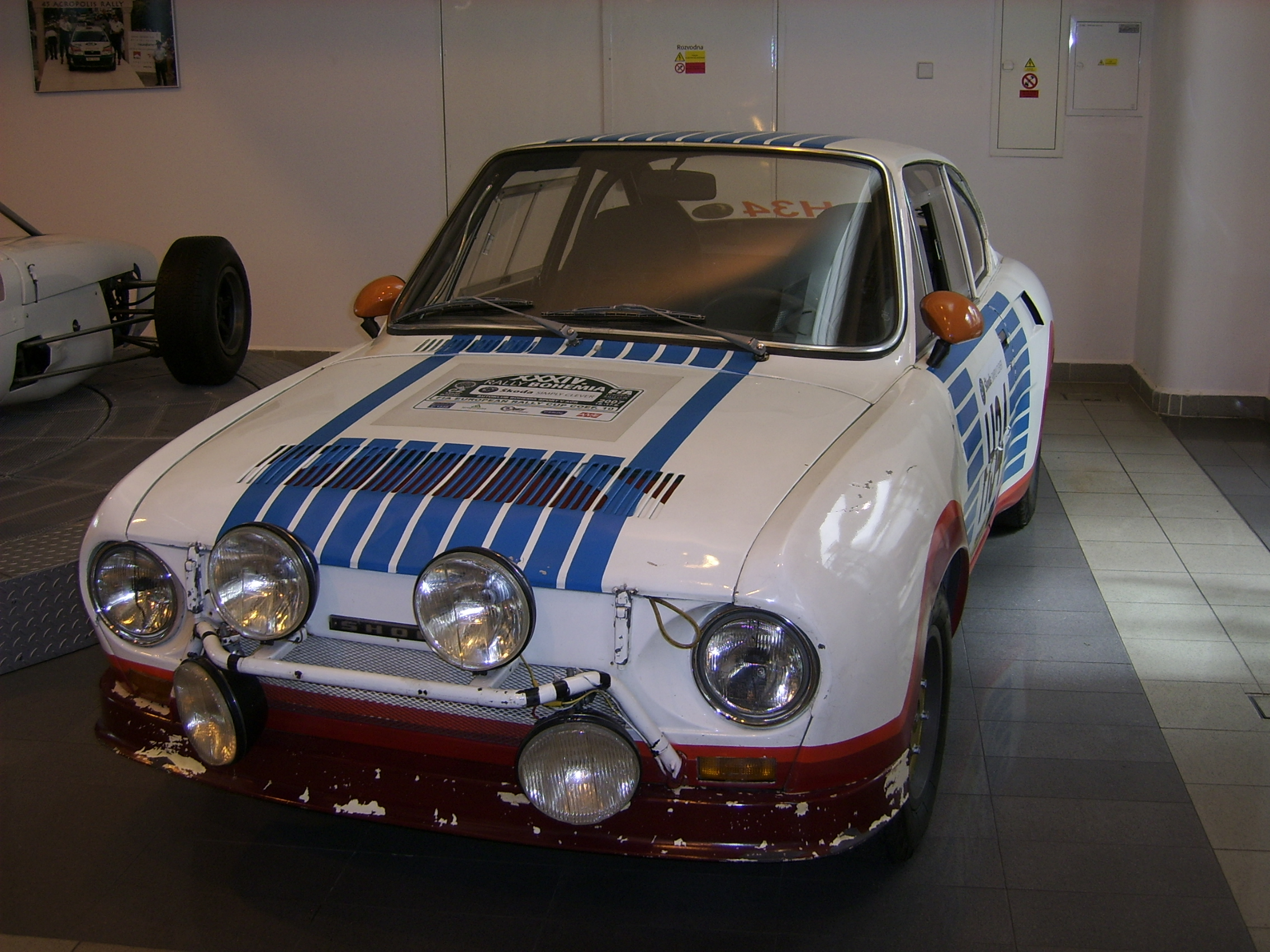
Autre Škoda 130 RS;
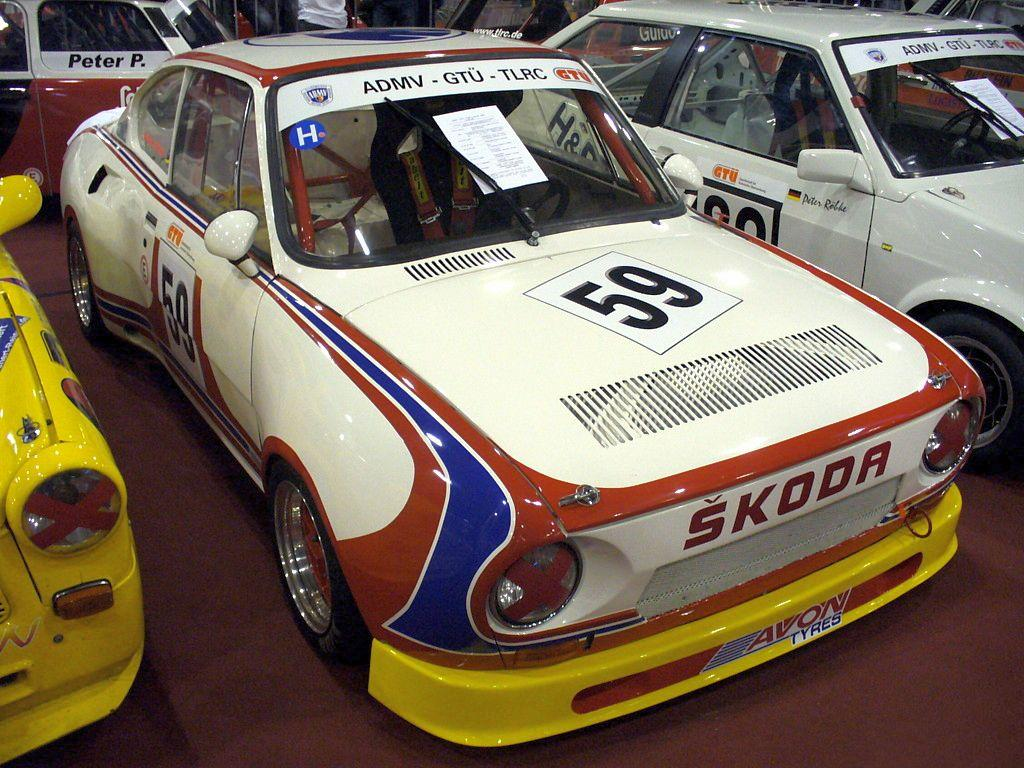
Encore une autre.
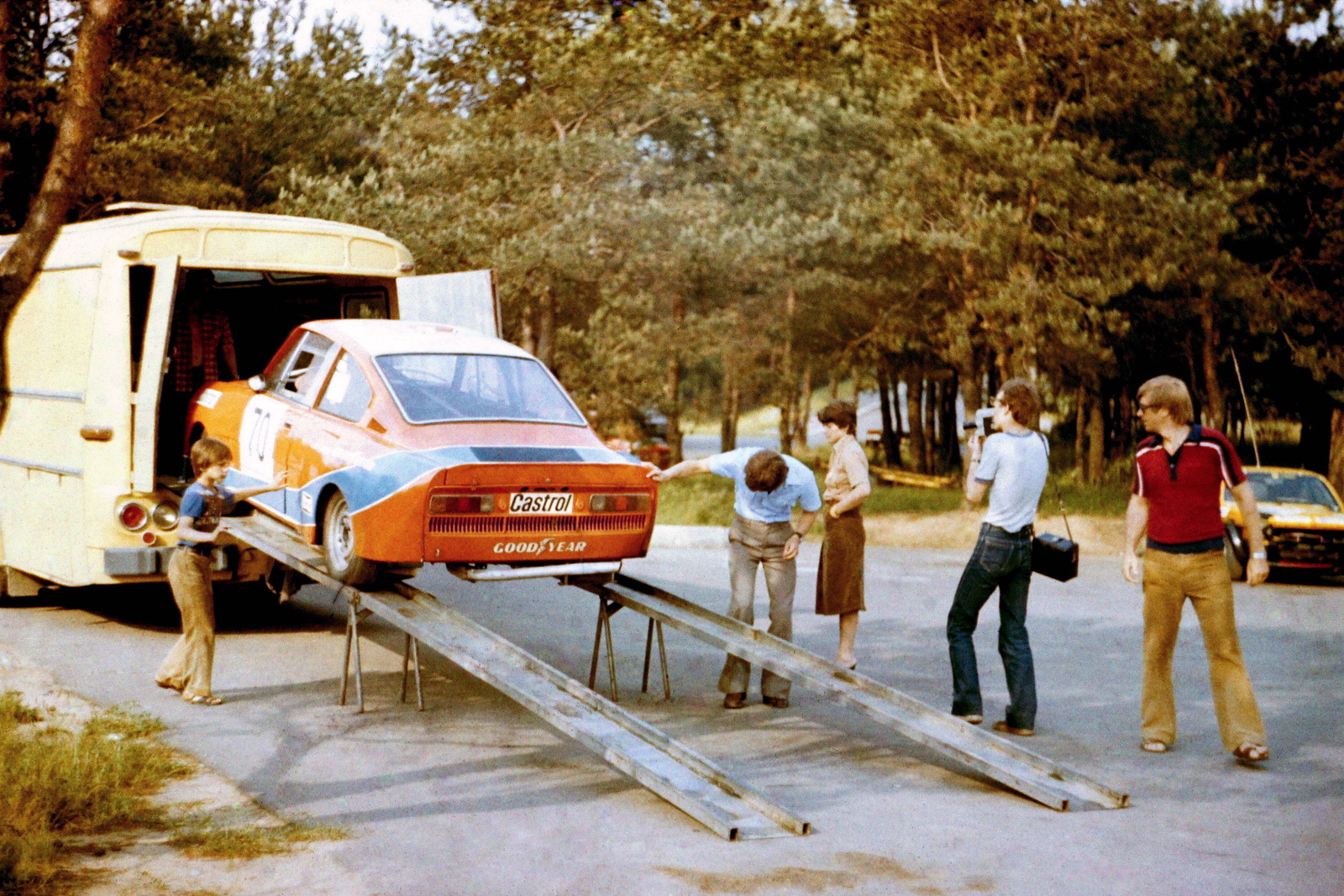
Škoda 130 RS (1980)
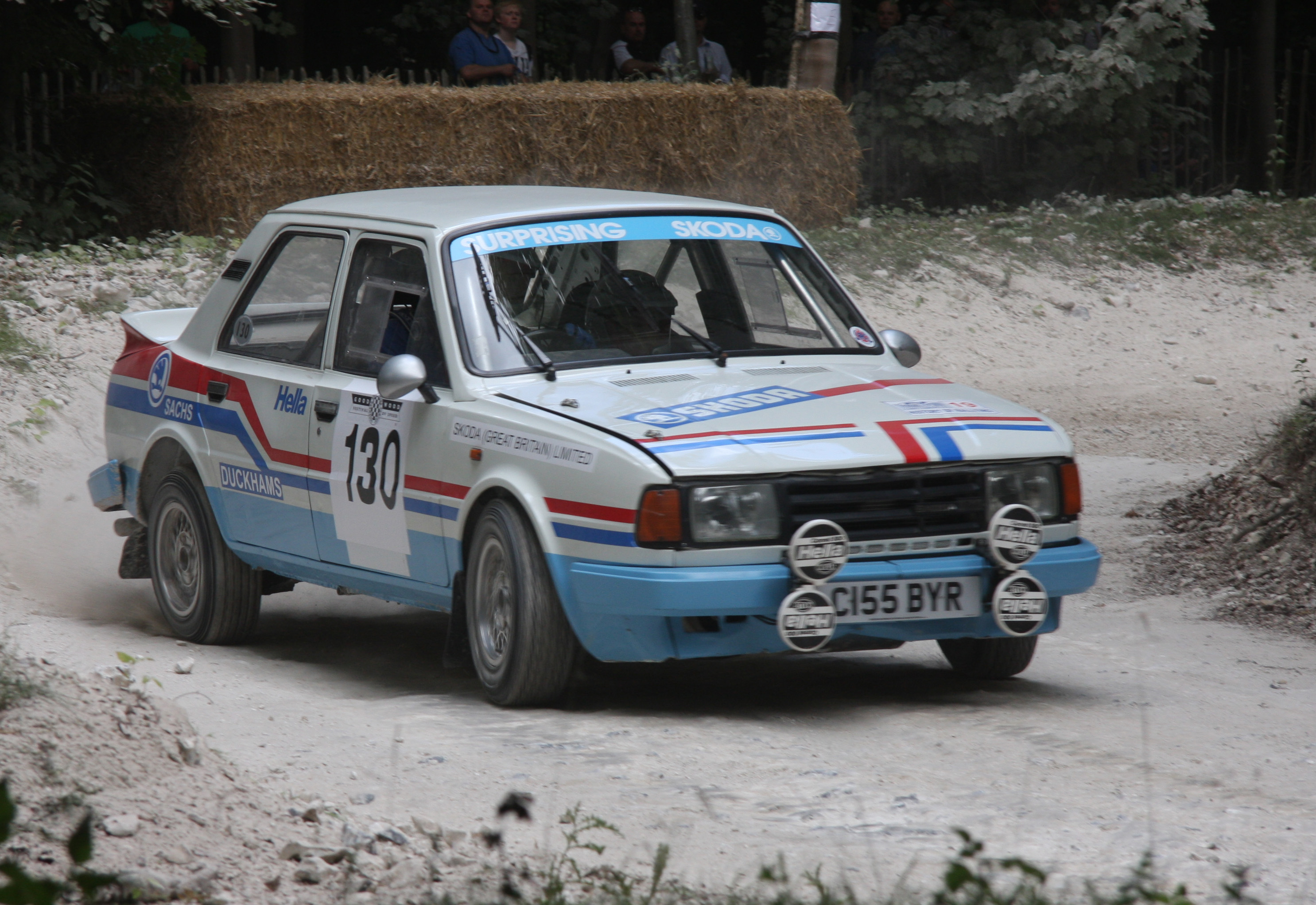
Škoda 130 LR.